# 银瀑布州立公园
银瀑布州立公园（Silver Falls State Park）是美国俄勒冈州的一个州立公园，位于西尔弗顿附近，距离塞勒姆东南约32公里。它是俄勒冈州最大的州立公园，面积超过36平方公里，境内有超过39公里的步行道，23公里的马道，和一条6.4公里的自行车道。

## 外部鏈接
- . Oregon Parks and Recreation Department.   [2011-06-26]. （原始内容存档于2013-03-14）.
- . Oregon Tourism Commission.   [2011-06-26]. （原始内容存档于2012-02-23）.
- .   [2011-06-26]. （原始内容存档于2022-03-11）.